# Културно-просветни центар Петровац на Млави
| Културно-просветни центар Петровац на Млави |                                              |
|                                             |                                              |
| Оснивач                                     | Општина Петровац на Млави                    |
| Основана:                                   |                                              |
| Седиште:                                    | Петра Добрњца 179 · Петровац на Млави Србија |
| Директор:                                   | Милица Илић                                  |
| Веб презентација                            | КПЦ Петровац на Млави                        |

Културно-просветни центар Петровац на Млави је централна установа културе у општини Петровац на Млави, у оквиру којег послују:
- Позориште „Драгољуб Милосављевић Гула”
- Биоскоп „Дело”
- Културно-уметничко одељење аматерских и професионалних програма
- Просветно-образовно одељење „Народни универзитет“.

Културно-просветни центар је организатор преко 30 културно-ументичких манифестација у општини Петровац на Млави, које имају за циљ очување и промовисање народно-уметничког стваралаштва, традиционалних игара и обичаја, са посебним акцентом преношење на млађе генерације, кроз активно укључивање деце и младих у Културно-уметничка друштва која сарађују са Центром при реализацији програма на манифестацијама. Такође, Културно-просветни центар сарадник је на реализацији свих културних, музичких, спортских и едукативних програма у општини Петровац на Млави. 
Највећа манифестација у организацији Културно-просветног центра јесте „Такмичење села”, која се пуних 60 година одржава у општини Петровац на Млави без прекида, а управо је из општине Петровац на Млави и покренута иницијатива за републичко одржавање ове манифестације, која се дуго година реализовала у целој земљи са циљем очувања и неговања народног изворног стваралаштва, традиције и промовисања живота на селу.

## Аматерско позориште „Драгољуб Милосављевић Гула”
Позоришна традиција у Петровцу на Млави дуга је преко 110 година. Данас аматерско позориште „Драгољуб Милосављевић Гула”  постало је културни бренд општине Петровац на Млави и са поносом једно од водећих аматерских позоришта у земљи. У сарадњи са професионалним редитељима, сценографима, кореографима и композиторима, уз велику подршку Општине Петровац на Млави, петровачко позориште је у последњих 20 година извело 14 премијера представа вечерње сцене, преко 10 премијера дечје и омладинске сцене, остварило учешће на већини фестивала аматерских позоришта у земљи и Региону, са великим бројем награда и признања, залагањем свих успостављена је пракса што већег броја играња сваке постављене представе (од чега се поносимо на преко 140 играња представе „Како смо волели друга Тита”, преко 50 извођења представе „Балкански шпијун”, преко 35 играња представе „Ми чекамо бебу” и др.).
Тиме је оправдана дуга позоришна традицију у вароши на Млави, уз велику обавезу и одговорност свих глумаца, сарадника и запослених у Културно-просветном центру да се уметнички квалитет рада позоришта одржава и даље, из континуирано проширивање глумачког ансамбла са младим члановима. 
Фестивал глумачких остварења „Гулин дани” одржава се од 2010. године у организацији Културно-просветног центра. То је фестивал аматерских позоришта из целог Региона, који уз сарадњу са професионалним позоришним драмским уметницима представља како културну, тако и туристичку промоцију и понуду општине Петровац на Млави.

## Просветно-образовно одељење
Просветно-образовно одељење у оквиру своје делатности реализује Школу глуме за децу и младе, коју води професионални глумац или редитељ, као и годишњу наставу, програм, испите и завршне концерте издвојеног одељења Музичке школе „Божидар Трудић”  из Смедеревске Паланке, са планом и програмом проширења активности тог одељења кроз едукативне програме, радионице и школе за децу и младе у сарадњи са организацијама и институцијама који се баве образовањем младих. 